# Girtiade
Girtiade (in greco antico: Γυρτιάς?, Gyrtiàs; Sparta, ... – dopo il 262 a.C.) è stata una nobile spartana, nonna del re Acrotato.

## Biografia
L'unica testimonianza su Girtiade si trova nei Lacaenarum Apophthegmata (Detti delle donne spartane) di Plutarco, dove si riporta che la donna era la nonna del re di Sparta Acrotato, non sappiamo se da parte paterna (in tal caso sarebbe la madre di Areo I e la moglie di Acrotato, figlio di Cleomene II) oppure materna.
Plutarco racconta due frasi celebri attribuite dalla tradizione spartana a Girtiade. Nel primo episodio tramandato da Plutarco, quando il giovane nipote Acrotato fu riportato a casa ferito in modo serio dopo una zuffa con altri ragazzi e tutti in famiglia si lamentavano dell'accaduto, la nonna rimproverò i parenti, dicendo che il nipote aveva bisogno di cure, non di lamenti.
Nel secondo episodio riportato dal biografo di Cheronea, quando giunse a Sparta la notizia della morte in battaglia di Acrotato (262 a.C.), che nel frattempo era diventato re, la nonna disse che non bisognava meravigliarsi, perché il nipote era partito o per uccidere i nemici o per essere a sua volta ucciso. In ogni caso, secondo la nonna del re, era molto meglio morire da valorosi in battaglia che vivere a lungo in città da codardi.
In quest'ultima testimonianza, Plutarco racconta erroneamente che Acrotato era morto in battaglia a Creta invece che a Mantinea, confondendosi probabilmente col padre Areo I che dieci anni prima (272 a.C.) aveva effettivamente condotto l'esercito lacedemone nell'isola del Mar Egeo in aiuto della città di Gortina nella guerra contro Cnosso.